# Tiniocellus imbellis
Tiniocellus imbellis är en skalbaggsart som beskrevs av Bates 1891. Tiniocellus imbellis ingår i släktet Tiniocellus och familjen bladhorningar. Inga underarter finns listade i Catalogue of Life.